# Парадокс Белла
Парадо́кс Бе́лла — один из известных релятивистских парадоксов специальной теории относительности. В наиболее известном варианте самого Джона Стюарта Белла парадокс возникает при рассмотрении мысленного эксперимента, включающего в себя два ускоряющихся в одном и том же направлении космических корабля и соединяющую их натянутую до предела струну (один корабль летит строго впереди другого, то есть ускорение направлено вдоль струны). Если корабли начнут синхронно ускоряться, то в сопутствующей кораблям системе отсчёта расстояние между ними начнёт увеличиваться и струна разорвётся. С другой стороны, в системе отсчёта, в которой корабли сначала покоились, расстояние между ними не увеличивается, и поэтому струна разорваться не должна. Какая точка зрения правильная? Согласно теории относительности, первая — разрыв струны.
Хронологически первое упоминание парадокса содержится в работе Э. Девана и М. Берана 1959 года, которые рассматривали результат подобного мысленного эксперимента как подтверждение реальности релятивистского сокращения тел.
Достаточно подробное объяснение эффекта разрыва троса, соединяющего синхронно ускоряющиеся ракеты было дано советским физиком Д. В. Скобельцыным в его книге «Парадокс близнецов в теории относительности». Книга была написана в 1959 году, а издана в 1966 году.

## Мысленный эксперимент Белла
В версии Белла два космических корабля, вначале покоящиеся относительно некоторой инерциальной системы отсчёта (ИСО), соединяются натянутой до предела струной. В нулевой момент времени по часам соответствующей ИСО оба корабля начинают ускоряться с постоянным собственным ускорением {\displaystyle g}, измеряемым размещёнными на борту каждого корабля акселерометрами. Вопрос состоит в том, разорвётся ли струна?
В соответствии со мнением Девана и Берана, а также Белла, в системе отсчёта, в которой изначально корабли покоились, расстояние между ними будет оставаться неизменным, но длина струны будет испытывать релятивистское сокращение, так что в некоторый момент времени струна разорвётся. В формулировке Белла это представлено следующим образом:
| Три маленьких космических ракеты, А, В, и С, дрейфуют свободно в области пространства, удаленной от остального вещества, без вращения и без относительного движения, причем В и С равноудалены от А (рис. 1). По получении сигнала от А двигатели В и С запускаются, и ракеты начинают плавно ускоряться (рис. 2). Пусть ракеты В и С идентичны и имеют идентичные программы ускорения. Тогда (как считает наблюдатель на А) они будут в каждый момент времени иметь одинаковую скорость и, таким образом, оставаться смещенными друг относительно друга на одинаковое расстояние. Предположим, что с самого начала В и С связаны тонкой нитью (рис. 3). И если вначале нить достаточно длинна, чтобы ее хватило на требуемое расстояние, то по мере того как ракеты ускоряются, она станет короче, поскольку подвергается Фицджеральдовому сокращению, и в конце концов порвется. Она должна порваться, когда при достаточно большой скорости искусственное предотвращение естественного сжатия приведет к недопустимому натяжению. Действительно ли это так? Эта старая задача оказалась однажды предметом обсуждения в столовой ЦЕРН'а. Один уважаемый физик-экспериментатор отказался согласиться с тем, что нить порвется, и счёл мою уверенность в обратном моим собственным непониманием специальной теории относительности. Мы решили обратиться в Теоретический отдел ЦЕРН'а за арбитражем, и произвели (не очень систематический) опрос общественного мнения на этот счет. Образовался отчетливый консенсус в пользу того, что нить не порвется! Конечно, многие, кто поначалу дает этот неправильный ответ, приходят после некоторого размышления к правильному. Обычно они чувствуют необходимость посмотреть, как все это представляется наблюдателю В или С. Они обнаруживают, что В, например, видит С все дальше и дальше позади, так что данный кусок нити не может больше покрыть расстояние между ними. Только проделав это, и возможно с остаточным ощущением какой-то неловкости, эти люди в конце концов приходят к заключению, которое совершенно тривиально с точка зрения А, учитывая Фицджеральдово сокращение. Мое впечатление, что те, у кого более классическое образование, кто знает кое-что из рассуждений Лармора, Лоренца и Пуанкаре, а также Эйнштейна, обладают более сильной и надежной интуицией. |

Против такого решения проблемы были выдвинуты возражения, которые затем, в свою очередь, были подвергнуты критике. Например, Пол Нороки (англ. Paul Nawrocki) предполагал, что струна не должна разорваться, в то время как Эдмонд Деван (англ. Edmond Dewan) защищал свою исходную точку зрения в ответной работе. Белл писал, что он встретил сдержанный скептицизм «одного известного экспериментатора» в ответ на своё изложение парадокса. Для того, чтобы разрешить спор, было проведено неформальное совещание теоретического отдела ЦЕРНа. Белл утверждает, что «ясным общим мнением» отдела стало признание того, что струна не должна разорваться. Далее Белл добавляет: «Конечно, многие люди, получившие сначала неправильный ответ, дошли до верного путём дальнейших рассуждений». Позже, в 2004 году, Мацуда и Киносита писали, что опубликованная ими в японском журнале работа, содержащая независимо переоткрытый вариант парадокса, была сильно раскритикована. Авторы, однако, не дают ссылок на критические работы, утверждая только, что они были написаны на японском языке.

## Анализ на основе нерелятивистского уравнения движения
В дальнейшем анализе будем рассматривать космические корабли как точечные тела и рассматривать только длину струны. Анализ относится к случаю, когда корабли заглушают двигатели после некоторого промежутка времени {\displaystyle T}. Будут использоваться галилеевы координаты во всех инерциальных системах отсчёта.

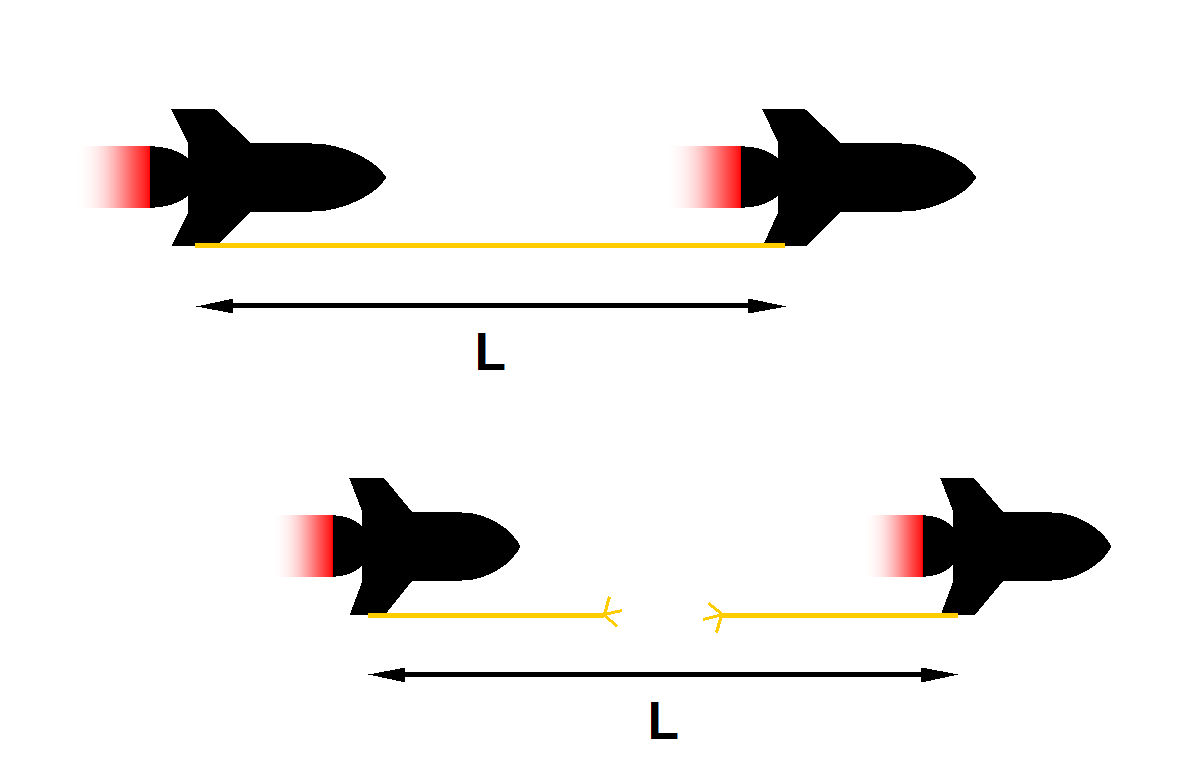
Разрыв струны между кораблями, которые начинают двигаться с ускорением.

В соответствии с изложением Девана и Берана, а также Белла, в системе отсчёта «стартовых площадок» (относительно которой корабли покоились до начала работы двигателей и которую мы будем называть СО {\displaystyle S}) расстояние {\displaystyle L} между кораблями {\displaystyle A} и {\displaystyle B} должно оставаться постоянным «по определению».
Это можно проиллюстрировать следующим образом. Смещение кораблей относительно своих исходных позиций — вдоль оси {\displaystyle X} СО {\displaystyle S} — как функция времени может быть записана в виде {\displaystyle f(t)}. Эта функция, вообще говоря, зависит от функции тяги двигателей, но важно, что она одинакова для обоих космических кораблей. Поэтому положение каждого корабля как функция времени будет:
{\displaystyle x_{A}=a_{0}+f(t),\quad x_{B}=b_{0}+f(t),}
где
{\displaystyle f(t)} при {\displaystyle t<0} равна 0 и непрерывна при всех значениях {\displaystyle t};
{\displaystyle x_{A}} — положение ({\displaystyle x}-координата) корабля {\displaystyle A};
{\displaystyle x_{B}} — положение ({\displaystyle x}-координата) корабля {\displaystyle B};
{\displaystyle a_{0}} — положение корабля {\displaystyle A} при {\displaystyle t=0};
{\displaystyle b_{0}} — положение корабля {\displaystyle B} при {\displaystyle t=0}.
Из этого {\displaystyle x_{A}-x_{B}=a_{0}-b_{0}} что является постоянной величиной, не зависящей от времени. Такой аргумент справедлив для всех типов синхронного движения.
Таким образом, знание детального вида {\displaystyle f(t)} не является необходимым для дальнейшего анализа. Отметим, однако, что форма {\displaystyle f(t)} для постоянного собственного ускорения хорошо известна (см. гиперболическое движение).

Мировые линии двух наблюдателей A и B, которые начинают двигаться в одном направлении с постоянным ускорением. В точках A' и B' наблюдатели прекращают ускорение. Пунктирная линия является «линией одновременности» для наблюдателя A. Является ли пространственный отрезок A′B″ более длинным, чем отрезок AB?

Рассматривая пространственно-временную диаграмму (справа), можно заметить, что космические корабли прекратят ускоряться в событиях {\displaystyle A'} и {\displaystyle B'}, которые одновременны в СО {\displaystyle S}. Очевидно также, что эти события не одновременны в СО, сопутствующей кораблям. Это является примером относительности одновременности.
Из предыдущего ясно, что длина линии {\displaystyle A'B'} равна длине {\displaystyle AB}, которая, в свою очередь, совпадает с начальным расстоянием {\displaystyle L} между кораблями. Также очевидно, что скорости кораблей {\displaystyle A} и {\displaystyle B} в СО {\displaystyle S} после окончания фазы ускоренного движения равны {\displaystyle v}. Наконец, собственное расстояние между космическими кораблями {\displaystyle A} и {\displaystyle B} после окончания фазы ускоренного движения будет равно расстоянию в сопутствующей ИСО и равно длине линии {\displaystyle A'B''}. Эта линия является линией постоянного {\displaystyle t'} — временной координаты сопутствующей системы отсчёта, которая связана с координатами в СО {\displaystyle S} преобразованиями Лоренца:
{\displaystyle t'={\frac {\left(t-vx/c^{2}\right)}{\sqrt {1-v^{2}/c^{2}}}}.}
{\displaystyle A'B''} представляет собой линию, взятую одновременно относительно СО космических кораблей, то есть — для них — чисто пространственную. Так как интервал является инвариантом относительно преобразований СО, можно вычислить его в любой удобной системе отсчёта, в данном случае в {\displaystyle S}.
Математически через координаты в СО {\displaystyle S} вышеизложенные соображения записываются так:
{\displaystyle t_{B'}=t_{A'}\,,}
{\displaystyle x_{B}-x_{A}=x_{B'}-x_{A'}=L\,,}
{\displaystyle x_{B''}-x_{B'}=v\left(t_{B''}-t_{B'}\right),}
{\displaystyle t_{B''}-{\frac {v}{c^{2}}}x_{B''}=t_{A'}-{\frac {v}{c^{2}}}x_{A'}\,,}
{\displaystyle {\overline {A'B''}}={\sqrt {\left(x_{B''}-x_{A'}\right)^{2}-c^{2}\left(t_{B''}-t_{A'}\right)^{2}}}\,.}
Введя вспомогательные переменные
{\displaystyle H=t_{B''}-t_{B'}=t_{B''}-t_{A'}\,,}
{\displaystyle W=x_{B''}-x_{B'}\,,}
и замечая, что
{\displaystyle W+L=x_{B''}-x_{B'}+x_{B'}-x_{A'}=x_{B''}-x_{A'}\,,}
можно переписать уравнение как
{\displaystyle W=vH\qquad H={\frac {v}{c^{2}}}\left(W+L\right)\qquad {\overline {A'B''}}={\sqrt {\left(W+L\right)^{2}-c^{2}H^{2}}}}
и решить его:
{\displaystyle {\overline {A'B''}}={\frac {L}{\sqrt {1-\displaystyle {\frac {v^{2}}{c^{2}}}}}}.}
Следовательно, при описании в сопутствующей системе отсчёта расстояние между кораблями увеличивается в {\displaystyle \gamma =1/{\sqrt {1-v^{2}/c^{2}}}} раз. Поскольку струна не сможет так растянуться, она порвётся.
На основании этих результатов, Белл пришёл к выводу о необходимости пересмотра теории относительности. Он отметил, что релятивистское сокращение тел, так же как и отсутствие сокращения расстояний между космическими кораблями в рассматриваемом мысленном эксперименте, можно объяснить динамически, используя уравнения Максвелла. Искажение межмолекулярных электромагнитных полей вызывает сокращение движущихся тел — или напряжения в них, если предотвращать их сокращение. Но между кораблями эти силы не действуют.

## Релятивистское решение задачи
Релятивистская задача о движении тел с одинаковыми ускорениями привлекала внимание исследователей задолго до появления парадокса Белла. В 1907 году Эйнштейн, приступая к релятивистской теории гравитации, показал, что время в ускоренных системах течёт по-разному. Таким образом, Эйнштейн посредством принципа эквивалентности предсказал гравитационное красное смещение. В частности, в «равномерно ускоренной системе» или, что то же самое, в однородно ускоренной системе отсчёта темп времени зависит от расстояния {\textstyle \delta =x_{B}-x_{A}}:{\displaystyle \tau =e^{g\delta  \over c^{2}},}где g — ускорение точек.
Релятивистское уравнение движения тела массы m под воздействием силы {\textstyle F_{x}}{\displaystyle mc^{2}{d^{2}x \over ds^{2}}=F_{x},}причем интервал {\textstyle s=c\tau } пропорционален собственному времени. Собственное время (показания бортовых стандартных часов ракеты) определяется движением ракеты и его невозможно как-то изменить. Например синхронизировать с «неподвижными» часами.
В криволинейных координатах используются методы общей теории относительности. Для описание собственной неинерциальной системы отсчёта необходимо применять ковариантное дифференцирование{\displaystyle mc^{2}{Du^{x} \over ds}=F^{x},}Причем движение в гравитационном поле описывается уравнением {\textstyle Du^{x}=0} (уравнение геодезических).
Если нам необходимо знать ускорение точки в трёхмерном пространстве, то соответствующее выражение в общем виде выглядит довольно сложно. Однако в собственной системе отсчёта (скорость точек равна нулю) ускорение выражается просто:{\displaystyle {d^{2}x^{i} \over dt^{2}}=c^{2}\Gamma _{00}^{i}.}Таким образом вычисления Белла и аналогичные вычисления не относятся к релятивистской физике ускоренных систем. Точный ответ можно получить с помощью методов общей теории относительности. Однако задача Белла может быть решена и непосредственно из принципов теории относительности.
Строго, исходя из постоянства скорости света задачу релятивистского движения тел с одинаковым ускорением решил Гарри Ласс в 1963 году. Ласс решил одномерную задачу однородно ускоренной системы, используя принцип постоянства скорости света. Ласс рассмотрел систему отсчёта {\displaystyle O'XYZ}, ускоряющуюся вдоль оси {\displaystyle x} относительно инерциальной системы координат {\displaystyle Oxyz}. Далее, постулировав, что {\displaystyle dX/dT=\pm c}, и {\displaystyle dx/dt=\pm c} (координатная скорость света инвариант), получил преобразование{\displaystyle x={\frac {c^{2}}{g}}\left[e^{gX/c^{2}}\cosh {\frac {gT}{c}}-1\right]}и{\displaystyle t={\frac {c}{g}}e^{gX/c^{2}}\sinh {\frac {gT}{c}}.}Решение Ласса соответствует решению Эйнштейна для хода часов в однородной ускоренной системе и его ускорение действительно постоянно {\textstyle \Gamma _{00}^{i}=g/c^{2}}.
Если в задаче Белла ракеты остановить, то есть принять {\textstyle T=0}, то расстояние между ними всегда будет фиксировано:{\displaystyle L|_{T=0}={\frac {c^{2}}{g}}\left(e^{gX_{B}/c^{2}}-e^{gX_{A}/c^{2}}\right).}Из этого уравнения получается, что расстояние между ракетами в инерциальной системе сокращается в соответствии с законом Лоренца: {\displaystyle x_{B}-x_{A}={\sqrt {1-v^{2}/c^{2}}}L.}Парадокс решён. Одинаково ускоряющиеся ракеты сохраняют расстояние в собственной системе отсчёта. Причем «неподвижный» наблюдатель видит обычное сокращение Лоренца.